# Republičko javno pravobranilaštvo
Republičko javno pravobranilaštvo je bilo državni organ Republike Srbije kojem je, shodno Zakonu o javnom pravobranilaštvu iz 1991. godine, bilo povereno obavljanje poslova pravne zaštite imovinskih prava i interesa Republike Srbije. Shodno Zakonu o pravobranilaštvu iz 2014. godine, Republičko javno pravobranilaštvo nastavilo je da radi kao Državno pravobranilaštvo.
Iako je Republičko javno pravobranilaštvo obrazovano 1. januara 1992. godine, ono je neposredni sledbenik Javnog pravobranilaštva Srbije koje je neprekidno postojalo od 1954. godine, a posredno je sledbenik Državnog pravobranilaštva koje u Srbiji postoji od 1845. godine i odgovarajuće službe pri Ministarstvu finansija (Popečiteljstvu finansija - Odeljenju promišljenosti) od 1839. godine, preko Državnog pravobranilaštva Kraljevine Jugoslavije.

## Nadležnosti
Republičko javno pravobranilaštvo, prema Zakonu o javnom pravobranilaštvu iz 1991. godine, obavljalo je sledeće poslove:
- preduzima pravne radnje i koristi pravna sredstva pred sudovima i drugim nadležnim organima radi ostvarivanja imovinskih prava i interesa Republike Srbije, njenih organa i organizacija i drugih pravnih lica čije se finansiranje obezbeđuje u budžetu Republike ili iz drugih sredstava Republike;
- može pred Ustavnim sudom Republike Srbije pokrenuti postupak za ocenu ustavnosti zakona, drugih propisa i opštih akata kad oceni da su mu ovim propisima neposredno povređena prava i interesi;
- u sudskim i upravnom postupku zastupa Republiku Srbiju i njene organe i organizacije, radi ostvarivanja njihovih imovinskih prava i interesa i ima položaj zakonskog zastupnika;
- može zastupati i druga pravna lica u pogledu njihovih imovinskih prava i interesa kad interesi tih pravnih lica nisu u suprotnosti sa funkcijom koju vrši;
- u slučajevima u kojima to priroda spora dopušta, pre pokretanja parnice ili drugog postupka preduzima potrebne mere radi sporazumnog rešavanja spornog odnosa;
- daje pravnim licima čija imovinska prava i interese zastupa, na njihov zahtev, pravna mišljenja u vezi sa zaključivanjem imovinsko pravnih ugovora i pravna mišljenja o drugim imovinsko pravnim pitanjima.

Određene nadležnosti Republičkog javnog pravobranilaštva bile su utvrđene i u drugim propisima, a između ostalih, Zakonom o javnoj svojini, Zakonom o vraćanju oduzete imovine i obeštećenju, Zakonom o opštem upravnom postupku, Zakonom o javnim nabavkama, Zakonom o planiranju i izgradnji, Zakonom o privrednim društvima, Poslovnikom Vlade Republike Srbije itd.

## Organizacija
Funkciju Republičkog javnog pravobranilaštva vršio je republički javni pravobranilac, kojeg je postavljala Vlada Republike Srbije na četiri godine i mogao je biti ponovo postavljen. Republički javni pravobranilac je imao zamenike koje je takođe postavljala Vlada Republike Srbije i koji su poslove zamenika vršili kao stalnu dužnost. Republički javni pravobranilac odgovarao je za svoj rad i rad Republičkog javnog pravobranilaštva Vladi, a zamenici republičkom javnom pravobraniocu i Vladi.
Sedište Republičkog javnog pravobranilaštva bilo je u Beogradu, Nemanjina 26.
Republičko javno pravobranilaštvo je imalo i 11 odeljenja u gradovima u Srbiji (Požarevac, Zaječar, Niš, Subotica, Zrenjanin, Valjevo, Leskovac, Kraljevo, Užice, Kragujevac i Novi Sad), u kojima su se obavljali poslovi Republičkog javnog pravobranilaštva na području upravnih okruga, gradova i opština za koje su odeljenja obrazovana.
U Republičkom javnom pravobranilaštvu bio je formiran i Sekretarijat, kao posebna unutrašnja organizaciona jedinica, u okviru koga je funkcionisala i Pisarnica Republičkog javnog pravobranilaštva.
Republičko javno pravobranilaštvo izdavalo je stručni časopis — Bilten, koji je uređivao Redakcijski odbor, sačinjen od sedam zamenika republičkog javnog pravobranioca.

## Spoljašnje veze
- Službena stranica Republičkog javnog pravobranilaštva